# Krivuľa (dopływ Hronu)
Krivuľa – potok w Niżnych Tatrach i Kotlinie Helpiańskiej na Słowacji, prawy dopływ rzeki Hron. Cały tok w granicach wsi Heľpa. Jest ciekiem 3 rzędu o długości 7,1 km.
Wypływa na wysokości około 1460 m n.p.m. na południowo-zachodnich stokach Wielkiej Wapienicy (Veľká Vápenica, 1669 m n.p.m.). Na wysokości 1000 – 900 m n.p.m. dwukrotnie zmienia kierunek, a jego dolina przybiera tu kształt litery "Z". Tu przyjmuje 2 prawobrzeżne dopływy z okolic przełęczy Priehyba. Niżej spływa w kierunku południowym doliną wciętą w stoki masywu Wielkiej Wapienicy i wypływa na Kotlinę Helpiańską (Heľpianske podolie). Tu przyjmuje jeszcze jeden dopływ opływający po północnej stronie szczyty Stajňová i  804 m n.p.m., przepływa przez zabudowane tereny miejscowości Heľpa, pod  drogą krajową nr 66 oraz linią kolejową 172 Banská Bystrica – Červená Skala i na wysokości około 640 m uchodzi do Hronu.
Górna część zlewni potoku to porośnięte lasem stoki Niżnych Tatr, dolna to pola uprawne miejscowości Heľpa.
W dolinie potoku Krivuľa znajdują się dwa źródła wody mineralnej: Horná Kyslá i Dolná Kyslá.
Dolina potoku również nosi nazwę Krivuľa. Z Heľpy wiedzie nią i dalej przez przełęcz Priehyba do osady Čierny Váh po drugiej stronie grzbietu Niżnych Tatr asfaltowa droga, użytkowana jako droga leśna (niedostępna dla ruchu publicznego).
Doliną prowadzą (na różnych odcinkach) wykazane poniżej szlaki turystyki pieszej, szlak rowerowy (040, Cyklomagistrála Liptov – Horehronie – Gemer), a w środkowej części również fragment ścieżki dydaktycznej (Náučný chodník obce Heľpa).

## Szlaki turystyczne
Heľpa – Heľpa, Nižné dolinky – Dolná Kyslá – Horná Kyslá – Priehyba. Przewyższenie 540 m, czas przejścia 2.00 h.
  Heľpa – Heľpa, Nižné dolinky – Čerešňa – Vyšné Poľany – Priehybka. Przewyższenie 904 m, czas przejścia 3.00 h.